# Nouste Camp
Le Nouste Camp (prononcé : [ˈnuste ˈkam] ) est un stade de football et un complexe sportif situé à Bizanos, dans la banlieue de Pau. Le nom « Lou Noùste Camp » se traduit par « Notre terrain » en béarnais, signifiant « Terrain des Béarnais » en français.
Depuis le 14 septembre 2018, le Nouste Camp est le domicile du Pau Football Club. Construit sur un projet lancé en 2015, le stade a été édifié entre 2017 et 2018. Il a ensuite été agrandi et adapté aux normes de la Ligue 2 lors de la saison 2020-2021, en raison de l’accession du Pau FC à cette division.
Après des années passées en tant que club nomade, le Pau FC bénéficie désormais d’infrastructures permanentes grâce à ce stade. Précédemment, le club avait évolué au Stade du Hameau, d’abord dans les années 1960, puis à partir de 1991, en partageant les installations avec les rugbymen de la Section paloise.

## Repères historiques

### Stades antérieurs
Le FC Pau, à sa création en 1959 après la séparation avec les Bleuets de Notre-Dame est un club de football nomade, sans stade dédié. La majorité des matches sont disputés au stade des Bleuets, qui se révéla vite inadapté à la pratique du football de haut-niveau amateur.
Le FC Pau se tourne alors vers le Stade du Hameau, construit au début des années 1950. Ce stade est alors un stade militaire destiné à la pratique de l’athlétisme. Enfin, le FC Pau sollicite également le club phare du football palois et béarnais d'après-guerre, le FA Bourbaki, afin de disputer quelques matches au stade Bourbaki.
A la fin des années 1960, la rénovation de l'ancien « stade Pedeutour » permet de doter la ville d'un stade de football. L'ensemble du complexe est renommé Stade de l'Ousse des Bois. Situé au milieu d'un grand ensemble sur les rives de l'Ousse des Bois, il se dégrada très vite, et a été une enceinte maudite pour le club. Après la refondation du club sous son nom actuel de Pau Football Club, le club navigue entre le Stade du Hameau, partagé avec la Section paloise et le stade de l'Ousse des Bois, qui coïncide avec une période creuse à la suite de sa relégation en National 2.

### Origines et construction

#### Différents projets avortés

##### Rénovation du stade de la Croix du Prince

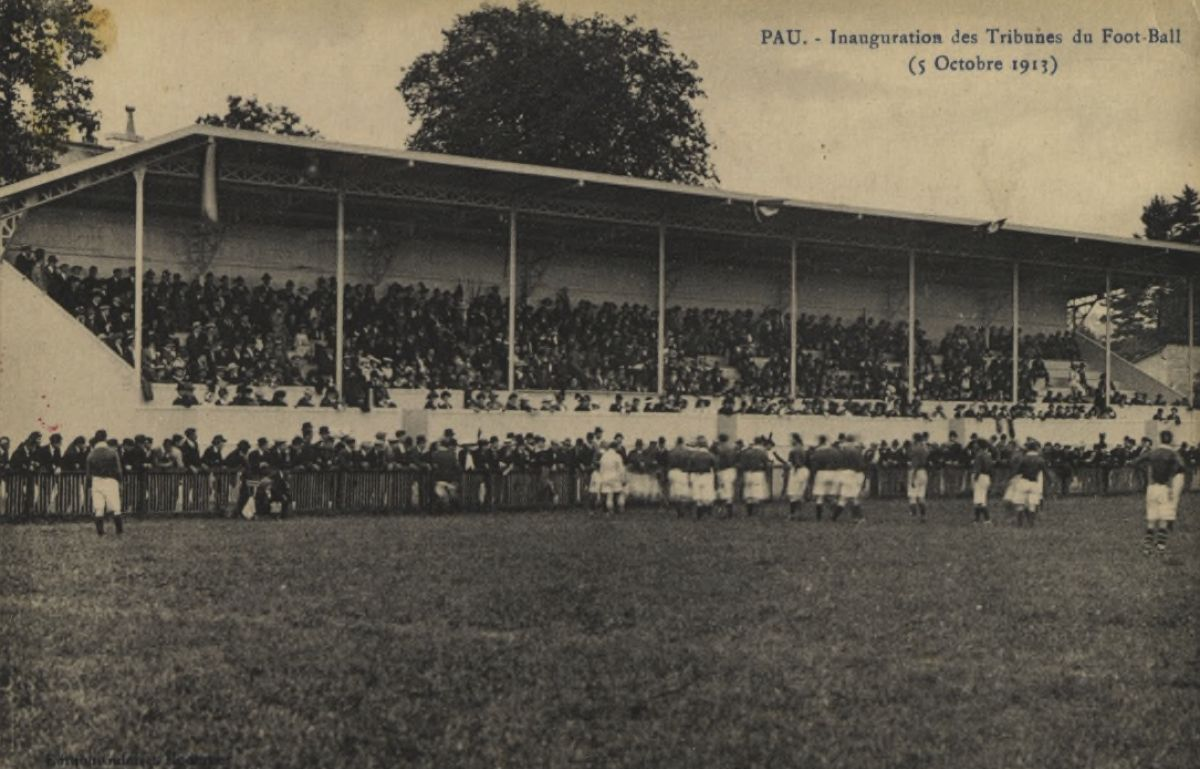
Stade de la Croix du Prince en 1913.

Au début des années 2000, à la suite du déménagement de la Section paloise au Stade du Hameau, le Stade de la Croix du Prince est désormais inoccupé depuis une dizaine d'années. Le président Bernard Laporte-Fray envisagea ainsi de rénover ce vénérable stade, mais les travaux de réhabilitation se sont avérés insurmontables pour les finances du club et de la ville.
Le Pau FC cohabitait ainsi depuis 1991 au stade du Hameau avec la Section paloise, à la suite du déménagement des rugbymen qui quittent le stade de la Croix du Prince cette année-là.

##### Rénovation du stade de l'Ousse des Bois
Le stade de l'Ousse des Bois a été inauguré en 1968, mais s'est rapidement dégradé. Au milieu des années 2010, alors que le Pau FC se cherche un stade, l'hypothèse de le réhabiliter est remise sur la table. Toutefois, le projet de rénovation du stade de l'Ousse des Bois, peu apprécié des supporters et provoque une levée de boucliers au Pau FC, et est définitivement abandonné en 2014. C'est l'année suivante, en 2015, que la mairie de Pau dévoile son projet de création d'un nouveau stade.

### Construction d'un nouveau stade
Dès 2005, Joël Lopez, alors président, plaide en faveur de la construction d'un nouveau stade d'environ 6 000 places. La décision de construire un stade de football à Pau ne sera finalement prise que dix ans plus tard par le maire François Bayrou. En 2013, ce dernier se prononce pour le développement d'infrastructures pour le Pau FC, évoquant la possibilité de les installer au Camp Pissard-Santerelli, à proximité du Stade du Hameau.
Le nouveau stade est finalement édifié sur le site de l'ancien stade de football américain de la plaine du Hameau. Conçu par le groupe Despré, basé à Nay, le stade est prévu pour être évolutif, avec la possibilité d'ajouter des tribunes en cas de montée en Ligue 2. Une nouvelle tribune est inaugurée en 2021.
Le stade est homologué en catégorie III par la Fédération française de football.

### Critiques

#### Capacité d'accueil
Lors de son ouverture, le stade fait l’objet de critiques concernant sa capacité d'accueil et la qualité de son équipement. Avec seulement une tribune de 1 200 places, le stade est jugé insuffisant pour répondre aux besoins du club. Selon Joël Lopez, cette situation reflète le statut secondaire du football dans la région :

« À Pau, le football a toujours dû se contenter de très très peu, on est dans la continuité. Ça démontre la considération que l'on a pour notre sport ici. Aujourd'hui très bien, on a un stade, cela n'a jamais été fait avant, mais c'est un complexe de niveau régional. Une tribune avec trois côtés en butte de terre, pour moi ce n'est pas un stade. »

— Joël Lopez
Cependant, dans un communiqué début 2018, le président Laporte-Fray exprime son appréciation pour la construction d’un stade destiné au football, soulignant qu'il rattrape un retard ressenti par les membres du club qui avaient longtemps travaillé dans des conditions difficiles.
Début 2019, alors que le club occupe la 2e place du classement en National 2019-2020, le président Laporte-Fray rappelle la promesse du maire François Bayrou de construire une nouvelle tribune, tout en reconnaissant que la capacité actuelle du stade ne permet pas d'accueillir les spectateurs dans des conditions optimales.
À la suite de la montée du Pau FC en Ligue 2 pour la saison 2020-2021, le stade inauguré un an auparavant doit subir une rénovation majeure de six mois pour se conformer aux normes nécessaires (capacité d'accueil, éclairage, vidéosurveillance) pour les matchs professionnels. Le Pau FC joue donc ses matchs à domicile au Stade du Hameau durant la première partie de la saison 2020-2021.

#### Retard et Qualité de construction
Bien que le stade soit homologué en catégorie 3 par la Fédération française de football, sa qualité est régulièrement critiquée par les supporters. Les tribunes, construites avec des gradins mobiles pour réduire les coûts, sont particulièrement controversées. Les buttes en terre entourant le stade lors de sa construction n’offraient pas un confort optimal pour les spectateurs.
En octobre 2019, ces buttes doivent être rasées pour permettre l'installation de caméras de télévision de Canal+ Sport, en prévision de la diffusion du tout premier match télévisé de l’histoire du stade entre le Pau FC et Créteil. Initialement prévu pour le 27 septembre 2019, le match contre le Gazélec Ajaccio est reporté en raison de l'impossibilité de retirer les buttes à temps.
De plus, la pelouse du stade devait initialement être en gazon artificiel, mais les responsables du club se sont fermement opposés à cette option.

## Origines du nom

### Nouste Camp
La ville de Pau, propriétaire du complexe sportif, a reporté le baptême officiel du stade pendant plus d'un an après le premier match. Pendant cette période, le complexe était désigné dans les communications officielles sous les noms de « Nouveau stade » ou « Stade communautaire », voire « Stade du Hameau Idron 1 » par la FFF,. Durant cette première année d’exploitation, le manque de nom officiel se fait sentir, et plusieurs suggestions émergent. Bernard Laporte-Fray et Joël Lopez soutiennent le nom « Stade des Pyrénées », tandis que Jean-Michel Larqué propose « Stade Jean Larqué » en hommage à son père (en 2023, le stade de la JAB de Pau est baptisé Stade Jean-Larqué).
Cependant, un surnom émerge rapidement parmi les supporters et le journaliste Christian Sempé du quotidien La République des Pyrénées : « Lou Noùste Camp ». En béarnais, « Nouste Camp » signifie « Notre terrain » , et ce terme évoque davantage un terrain de sport qu'un stade de football, le mot stade se traduisant par estadi ,.

#### Baptême officiel
Le surnom « Nouste Camp » se généralise au cours d'une saison historique pour le Pau FC, en Championnat et en Coupe de France, période durant laquelle le club bénéficie d'une attention médiatique accrue au niveau national. Les dénominations plus neutres telles que « Nouveau stade » se retrouvent progressivement limitées aux communications administratives. Par ailleurs, le parcours du club en Coupe de France, qui se termine au stade du Hameau, souligne la qualité médiocre de la pelouse cette année-là et met en lumière le stade du club. Dès lors, le nom « Nouste Camp » commence à être largement adopté par les médias nationaux, notamment L'Équipe, à partir de mai 2020 et s'ancre dans les mémoires grâce aux diffusions télévisées sur Canal+ Sport et Eurosport.
Avec la montée du Pau FC en Ligue 2 au début de la saison 2020-2021, la ville de Pau, propriétaire du stade, procède enfin à son baptême officiel.

### Anciennes options envisagées

#### Stade Jean Larqué
Le nouveau stade aurait cependant pu être nommé « Stade Jean Larqué », en hommage au père du plus célèbre footballeur béarnais Jean-Michel Larqué, qui a beaucoup œuvré pour le football palois avec la JAB de Pau. Jean-Michel Larqué confirme en effet lors d'une interview en 2018 au journal Sud Ouest que François Bayrou lui en avait fait la promesse.
Cette option n'a cependant pas eu les faveurs des anciens du club. Jean Larqué est en effet un dirigeant historique de la JAB de Pau (Jeanne d’Arc Le Béarn) qu’il a rejoint à l'âge de 5 ans. Il y a été joueur, éducateur, entraîneur. Formateur réputé Jean Larqué, a notamment permis à Jean-François Larios, Dominique Vésir et évidemment son fils de rejoindre les rangs de l'AS Saint-Étienne, après être passé par la JAB. L'attachement de Jean Larqué à ce club formateur a fait qu'il a longuement repoussé les tentatives de fusion ou de mise en commun de ressources portées par le FC Pau dans les 80 et 90.

« Jean Larqué a été un formateur et a eu le mérite d’envoyer quelques joueurs à Saint-Étienne. Mais il n’est pour rien dans l’histoire du Pau FC. À son époque, il râlait lorsque des joueurs des autres clubs de Pau venaient chez nous. Cela me semble donc inapproprié. Donner son nom serait une injustice. Il vaudrait mieux un nom qui fasse référence au territoire. »

— Pierre Clède

« Pour nous, les anciens, ce serait un affront. Jean Larqué n’a jamais eu d’affinités avec le Pau FC. Je respecte l’homme, son travail, mais ce serait incompréhensible. François Bayrou peut mettre n’importe quel nom mais pas Larqué. En tout cas, on dira jamais “stade Jean Larqué”. »

— Robert Péré-Escamps

#### Stade des Pyrénées
Toutefois, les dirigeants du club Bernard Laporte-Fray et Joël Lopez ont longtemps semblé favoriser l'appellation « Stade des Pyrénées », copier-coller sans imagination du nom du « stade des Alpes » de Grenoble.

« Quand on est dans cette tribune, face à ce magnifique tableau qui représente toute la chaîne des Pyrénées, évidemment le premier nom qui nous vient à l'esprit c'est « Stade des Pyrénées ». »

— Bernard Laporte-Fray
Le maire de Pau, François Bayrou, a toujours affirmé être fermement opposé à cette idée.
En octobre 2019, le président Laporte-Fray confirme que le nom du stade est décidé, bien qu'il ne lui appartienne pas de le révéler, tout comme la date d’inauguration.

## Caractéristiques de la structure et des équipements

### Architecture et caractéristiques du stade
La conception du Nouste Camp, est l'œuvre des architectes béarnais du groupe Despré, basé à Nay. François Bayrou, décrit le Nouste Camp comme « un petit stade à l'anglaise, avec des tribunes très proches du terrain ». Le stade est composé de trois tribunes latérales couvertes et modulaires, comprenant des sièges individuels, numérotés, avec dossiers. Ces tribunes sont surélevées de 1,2 à 1,85 m au-dessus du terrain, avec un garde-corps à hauteur réglementaire. Le Nouste Camp est mis aux normes du football professionnel en 2021.

#### Mise aux normes pour la Ligue 2
À son ouverture, alors que le Pau FC évoluait en National, le stade était souvent jugé trop exigu par les supporters et les dirigeants du club. Pour répondre aux critiques concernant les dimensions insuffisantes de l'infrastructure, le maire de Pau, François Bayrou, avait promis l'ajout d'une tribune de 3 000 places en cas de montée du club en Ligue 2. À la suite de l'accession du Pau FC à cette division, le cabinet Despre a été chargé de mettre le stade aux normes. La capacité d'accueil du stade a été portée à 4 144 places grâce à la construction de deux nouvelles tribunes totalisant 2 170 places, ainsi qu'à la mise aux normes en matière d'éclairage, d'accueil des visiteurs et de vidéosurveillance, le tout pour un coût de 4,5 millions d'euros.
Le stade, qui ne comptait jusqu'alors qu'une seule Tribune d'Honneur de 1 126 places couvertes, dont 10 places PMR, a été agrandi avec la création de la Tribune Est de 1 322 places, issue de l'ancienne tribune Ossau du stade du Hameau. Un tiers de cette tribune Ossau a été reconstruit à l'identique, avec son toit en forme de chapiteau, pour accueillir les supporters de l'équipe adverse. L'inauguration officielle du Nouste Camp, en version Ligue 2, a eu lieu lors du match contre Le Havre, où les Maynats se sont imposés 2 à 0.

##### Tribune d'honneur
Tribune d'une capacité de 1 020 places entièrement couvertes dont 5 places PMR et 141 places VIP. C'est la seule et unique tribune à l'ouverture du stade en 2018.

##### Tribune Est
Tribune d'une capacité de 2 151 places entièrement couvertes, dont 5  PMR et 180 fauteuils VIP. La tribune est bâtie à partir de l'ancienne tribune Ossau du stade du Hameau, adaptée afin d'adopter un aspect visuel semblable à celui de la tribune déjà existante. Un corridor d’accès permet aux visiteurs un accès facile. L'aspect visuel est semblable à celui de la Tribune d'Honneur.

##### Tribune visiteurs
Tribune d'une capacité de 850 places entièrement couvertes. La tribune est constituée d'un pan de l'ancienne tribune Ossau  du stade du Hameau, reconstruite à l’identique avec son toit en forme de chapiteau. C'est la tribune réservée aux supporters adverses, disposant d'un accès dédié, de ses propres sanitaires et de sa bodéga.

##### Bord de terrains
Lors de l'inauguration du stade en 2018, des buttes de terre sont dessinées derrière les buts, façon gradins rappelant l'ancien Stade du Hameau, permettant de porter officiellement la capacité du stade à 4 000 ou 5 000 personnes. Ces buttes ont été rasées pour permettre des diffusions TV.
En 2021, une clôture en bardage métallique noir d’une hauteur de 3 m vient compléter la ceinture de l’enceinte, derrière les en-buts Sud et Nord.

#### Évolution future: un stade fermé de8 000 places
À la suite de la mise aux normes du stade pour la Ligue 2, Joël Lopez estime en 2020 que le stade doit être « fermé des quatre cotés » afin d'espérer pérenniser le club au niveau professionnel.
Des tribunes peuvent être potentiellement ajoutée derrière les buts, afin de finaliser ce stade à l'anglaise.

« Le stade, ce sera déjà très bien même si ça restera évolutif. J’aimerais un stade fermé des quatre côtés à 7000 ou 8000 places assises. Ceux qui s’intéressent au foot, les investisseurs et tout le reste, ils regardent ça. Ils ne veulent pas d’un club qui doit gérer une cohabitation. »

— Joël Lopez

### Nouvelle tribune nord (2025)
En 2025, une troisième tribune est construite au virage nord du Nouste Camp. Cet équipement, d'une capacité de 480 places, comprend une partie basse destinée aux supporters (environ 300 places) et une partie haute réservée aux partenaires et aux VIP (environ 180 places). La tribune est implantée à sept mètres de la ligne de but, distance minimale autorisée par la réglementation, et offre une proximité directe avec l’aire de jeu.
Le niveau supérieur comprend des loges avec balcon et des espaces de réception modulables. Cette infrastructure, qui représente un investissement d’environ deux millions d’euros, permet au club de développer son offre d’hospitalité. La mise en service de cette tribune est prévue pour le 12 septembre 2025, à l’occasion de la réception du Red Star lors de la cinquième journée de Ligue 2. Elle porte la capacité totale du Nouste Camp à  4 300 spectateurs.

## Description du complexe
Le complexe de sports comprenant le Nouste Camp permet au Pau FC de disposer d'un club-house, de bureaux, d'un terrain d'entraînement synthétique, de vestiaires, et d'un pôle amateur. Le stade est fort apprécié des joueurs du club.

### Terrain de jeu
Ce complexe comporte un terrain de football de 105 × 68 m avec une pelouse plantée sur de la pouzzolane, système offrant un drainage de haute qualité évitant la boue en cas de forte pluie ainsi que les épisodes de gel par grand froid. Un terrain annexe en synthétique et un club-house complète le complexe. Il était initialement question que le terrain d'honneur soit équipé d'une pelouse artificielle, ce qui a été refusé par le président Laporte-Fray qui a milité pour un nouveau stade avec un revêtement en herbe.

### Zone loisir
Sous l’espace loges de la nouvelle tribune de face, les spectateurs ont accès à quatre bodégas.
Une boutique d'espace de 40 m2 consacrée à la vente d'articles du Pau FC est accessible au stade.

### Zone média
Une zone de travail est réservée aux médias, équipée de 22 postes dans la salle de presse de 100 m2.
La zone mixte est située entre la sortie des vestiaires et la zone de stationnement des bus des équipes. Une aire régie sécurisée de plus de 500 m2 a été installée, jouxtant la tribune Ouest, là où sont positionnées les caméras de télévision.
Le poste commentateurs TV est situé dans la tribune Ouest existante, doté d'un local dédié. La presse écrite, les radios ou sites internet sont installés dans la même zone, avec 23 places assisses couvertes réservées.

## Aspects financiers
Le coût total de ce projet financé par la communauté d'agglomération Pau Béarn Pyrénées s'élève à 3,4 millions d'euros, avec une participation de la ville de Pau de 700 000 €, du département de 573 000, ainsi que du Centre national pour le développement du sport et de la Fédération française de football.
François Bayrou, à l'occasion de l'inauguration de la Tribune de Face portant la capacité du stade à 4 031 places se félicite du « coût maîtrisé »  des travaux, car c'est « un stade à 1000 euros la place » puisque le coût des travaux est légèrement supérieur à 4 millions d'euros pour la collectivité.
Le coût des travaux s’élève au total à 4,3 millions d’euros.

## Environnement
Le Nouste Camp est localisé dans le quartier du Hameau au nord-est de Pau. Lors de sa création, le stade se trouve situé en périphérie de la ville, mais l'expansion urbaine de Pau fait que le stade s'inscrit désormais pleinement dans le tissu urbain.

### Équipements à proximité
Le Nouste Camp, situé sur le territoire de la commune de Bizanos, se trouve à proximité des terrains annexes du Stade du Hameau, utilisés par les différentes sections sportives de la Section paloise omnisports.
En effet, à quelques centaines de mètres seulement du stade de football est situé le stade du Hameau, où sont disputées les rencontres de rugby de la Section paloise et quelques grandes affiches du Pau FC.

### Accès

#### Routier
Le Nouste Camp est situé à proximité immédiate de la D817, plus communément appelée route de Tarbes et de l'avenue Alfred-Nobel ou D943 reliant Pau à Morlàas.
Le stade est également facilement accessible depuis l'A64 sortie Pau-Centre, via la rocade de Pau.
La nouvelle tribune de face est désormais accessible par la route qui mène au parking du Hameau (3 000 places). L’actuel parking du Nouste Camp (177 places) est réservé aux accrédités presse et loges VIP de la tribune d’Honneur.

#### Transports en commun
Le Nouste Camp est desservi par le réseau urbain Idelis géré par la Société des transports de l'agglomération paloise. Le terminal de la ligne de bus T2 est situé devant le Nouste Camp. La fréquence est de 15 minutes.
Cette ligne dessert Lons, Billère et le centre-ville de Pau.
Le stade n'est pas desservi par le Fébus à propulsion hydrogène.
- En avion depuis l'aéroport de Pau-Pyrénées, puis bus Ligne 10 et T2. Trajet d'1 h 04 avec 27 arrêts.
- En train depuis la gare de Pau, puis Fébus et T2. Trajet de 26 minutes avec 11 arrêts.

### Autres événements
Le stade accueille les finales des coupes départementales des Pyrénées-Atlantiques le jeudi 30 mai 2019.

## Galerie

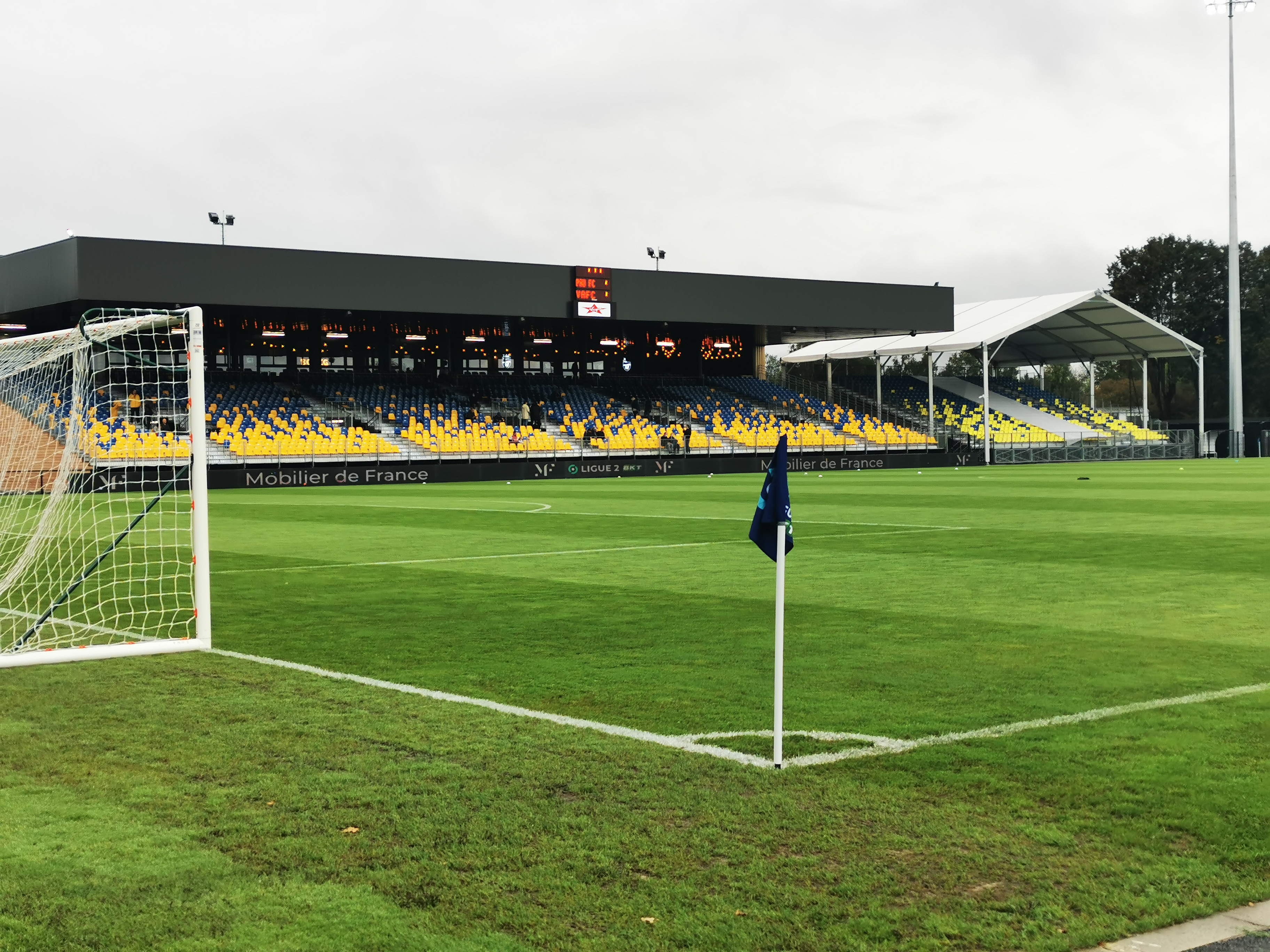
Tribune de face